# Sean Higgins
Sean Marielle Higgins (Los Ángeles, California, 30 de diciembre de 1968) es un exjugador y entrenador de baloncesto estadounidense que jugó seis temporadas en la NBA, además de hacerlo en la CBA, en la liga turca, la liga griega, la liga rusa y la liga venezolana. Con 2.05 metros de estatura, lo hacía en la posición de alero.

## Trayectoria deportiva

### Universidad
Tras haber disputado en 1987 el prestigioso McDonald's All American Game, jugó durante cuatro temporadas con los Wolverines de la Universidad de Míchigan, en las que promedió 12,5 puntos, 3,3 rebotes y 1,7 asistencias por partido. En 1989 se proclamó junto con su equipo campeón de la NCAA, tras derrotar a Seton Hall en la final.

### Jugador profesional
Fue elegido en la quincuagésimo cuarta posición del Draft de la NBA de 1990 por San Antonio Spurs, donde jugó una temporada completa, en la que promedió 4,5 puntos y 1,3 rebotes por partido. Fue cortado tras seis partidos de la temporada 1991-92, firmando un mes después con Orlando Magic por diez días, siendo renovado hasta el final de la campaña. Con los Magic conseguiría su mejor registro anotador en un partido, logrando 29 puntos ante Charlotte Hornets.
Tras no ser renovado, tuvo que esperar hasta el mes de febrero de 1993, cuando fue contratado por los Golden State Warriors, en principio para diez días, pero que finalmente fue para el resto de la temporada. Allí jugó sus mejores partidos como profesional, acabando la temporada con 8,3 puntos, 2,3 rebotes y 2,3 asistencias por encuentro.
Al año siguiente se marcha a jugar al Aris de Salónica de la liga griega, donde promedió 21 puntos y 9 rebotes, llegando a disputar la Final Four de la Euroliga. Regresa a su país el verano siguiente, para fichar por New Jersey Nets. Allí juega un año siendo uno de los últimos recursos de su entrenador, Butch Beard, hasta que antes del comienzo de la temporada siguiente es traspasado, junto con Derrick Coleman y Rex Walters a Philadelphia 76ers, a cambio de Shawn Bradley, Greg Graham y Tim Perry.
En los Sixers recuperó minutos de juego, y disputó quizás su mejor partido como profesional ante Vancouver Grizzlies, consiguiendo un doble-doble, 29 puntos y 11 rebotes. Pero aquello no fue suficiente, y finalmente la franquicia se deshizo de sus derechos antes del inicio de la siguiente temporada.
Volvió a Europa para jugar en el Ülker G.S.K. de la Türkiye Basketbol Ligi, donde en su única temporada promedió 25 puntos y 10 rebotes, siendo incluido en el mejor quinteto de extranjeros de la competición. Regresó a la NBA para fichar por Portland Trail Blazers, pero solo disputó dos partidos, en los que no anotó ni un solo punto, antes de ser despedido. La temporada transcurrió entre la CBA, el equipo venezolano del Cocodrilos de Caracas y el Iraklio BC griego, hasta que en 1999 regresa a la máxima competición europea de la mano del Ural Great Perm de la Superliga Rusa. Con el equipo entrenado por Serguéi Belov alcanzó la final de la liga, en la que cayeron ante el CSKA Moscú.
Regresó a su país para jugar con los Detroit Wheels, retirándose en el año 2000. 

### Entrenador
En 2003 asumió la conducción de los Fresno Heatwave, un equipo de la ABA. 
Posteriormente Higgins se sumó al proyecto del rapero Jayceon Taylor para crear la franquicia de los Inglewood Cobras, la cual compitió en la temporada 2005-06 de la ABA con el propio Taylor obrando como capitán del equipo. En esa oportunidad se desempeñó como jugador-entrenador, lo cual repetiría al año siguiente pero en los Albany Patroons de la CBA.
Entre 2009 y 2012 fue entrenador de los Edmonds Tritons, el equipo de baloncesto del Edmonds Community College que integra la Northwest Athletic Association of Community Colleges.

## Estadísticas de su carrera en la NBA

### Temporada regular
| Temporada | Edad | Equipo                 | Liga | P   | TIT | MIN  | TC  | TCA | %TC  | 3P  | 3PA | %3P  | TL  | TLA | %TL   | R.OF. | R.DEF. | REB | ASIS | ROB | TAP | PER | FP  | PTS |
| 1990-91   | 22   | San Antonio Spurs      | NBA  | 50  | 0   | 9.3  | 1.9 | 4.2 | .458 | 0.1 | 0.4 | .158 | 0.6 | 0.7 | .848  | 0.4   | 0.9    | 1.3 | 0.7  | 0.2 | 0.0 | 1.0 | 1.1 | 4.5 |
| 1991-92   | 23   | TOTAL                  | NBA  | 38  | 12  | 16.2 | 3.3 | 7.3 | .458 | 0.2 | 0.7 | .240 | 0.8 | 0.9 | .861  | 0.8   | 1.9    | 2.7 | 1.1  | 0.4 | 0.2 | 1.1 | 1.5 | 7.7 |
| 1991-92   | 23   | San Antonio Spurs      | NBA  | 6   | 0   | 6.0  | 0.7 | 2.5 | .267 | 0.0 | 0.2 | .000 | 1.2 | 1.2 | 1.000 | 0.3   | 1.0    | 1.3 | 0.7  | 0.3 | 0.0 | 0.7 | 1.0 | 2.5 |
| 1991-92   | 23   | Orlando Magic          | NBA  | 32  | 12  | 18.1 | 3.8 | 8.2 | .469 | 0.2 | 0.8 | .250 | 0.8 | 0.9 | .828  | 0.8   | 2.1    | 2.9 | 1.2  | 0.4 | 0.2 | 1.2 | 1.6 | 8.6 |
| 1992-93   | 24   | Golden State Warriors  | NBA  | 29  | 4   | 20.4 | 3.3 | 7.4 | .447 | 0.4 | 1.3 | .351 | 1.2 | 1.6 | .745  | 0.8   | 1.6    | 2.3 | 2.3  | 0.4 | 0.2 | 2.2 | 1.9 | 8.3 |
| 1994-95   | 26   | New Jersey Nets        | NBA  | 57  | 7   | 12.9 | 1.8 | 4.8 | .385 | 0.4 | 1.4 | .295 | 0.6 | 0.7 | .875  | 0.4   | 0.9    | 1.4 | 0.5  | 0.2 | 0.2 | 0.6 | 1.6 | 4.7 |
| 1995-96   | 27   | Philadelphia 76ers     | NBA  | 44  | 4   | 20.8 | 3.0 | 7.3 | .415 | 1.1 | 2.9 | .372 | 0.8 | 0.8 | .946  | 0.5   | 1.6    | 2.1 | 1.3  | 0.5 | 0.3 | 1.1 | 2.0 | 8.0 |
| 1997-98   | 29   | Portland Trail Blazers | NBA  | 2   | 0   | 6.0  | 0.0 | 2.5 | .000 | 0.0 | 1.0 | .000 | 0.0 | 0.0 |       | 0.0   | 0.0    | 0.0 | 0.0  | 1.0 | 0.0 | 0.5 | 1.5 | 0.0 |
| Total     |      |                        | NBA  | 220 | 27  | 15.2 | 2.5 | 5.9 | .428 | 0.4 | 1.3 | .321 | 0.7 | 0.9 | .850  | 0.5   | 1.3    | 1.8 | 1.0  | 0.3 | 0.1 | 1.1 | 1.6 | 6.3 |

### Playoffs
| Temporada | Edad | Equipo            | Liga | P | MIN | TCA | TC | 3PA | 3P | TLA | TL | R.OF. | REB | ASIS | ROB | TAP | PER | FP | PTS | %TC  | %3P | %FT | MIN | PTS | REB | AST |
| 1990-91   | 22   | San Antonio Spurs | NBA  | 3 | 13  | 0   | 2  | 0   | 0  | 0   | 0  | 0     | 0   | 1    | 0   | 0   | 0   | 1  | 0   | .000 |     |     | 4.3 | 0.0 | 0.0 | 0.3 |
| Total     |      |                   | NBA  | 3 | 13  | 0   | 2  | 0   | 0  | 0   | 0  | 0     | 0   | 1    | 0   | 0   | 0   | 1  | 0   | .000 |     |     | 4.3 | 0.0 | 0.0 | 0.3 |